# Paraneseuthia meybohmi
Paraneseuthia meybohmi – gatunek chrząszczy z rodziny kusakowatych i podrodziny balinków. Endemit Turcji.

## Taksonomia
Gatunek ten opisany został po raz pierwszy w 2015 roku przez Pawła Jałoszyńskiego na łamach „Zootaxa”. Jako miejsce typowe wskazano drogę do Arslanköy w południowo-wschodniej okolicy Aladagu na terenie tureckiej prowincji Mersin. Epitet gatunkowy nadano na cześć Heinricha Meybohma, koleopterologa który brał udział w odłowie materiału typowego.

## Morfologia
Chrząszcz o wydłużonym, silnie wysklepionym ciele długości niespełna 0,8 mm. Oskórek jest jasnobrązowy, porośnięty żółtawymi szczecinkami.
Głowa ma słabo sklepione oczy, lekko wspólnie wypukłe czoło i ciemię, małe, ale wyraźne wzgórki nadczułkowe oraz krótkie i cienkie czułki o niewyraźnie wyodrębnionych, trójczłonowych buławkach.
Niemal półeliptyczne, najszersze w pobliżu środka przedplecze ma wspólnie zaokrąglone krawędzie przednią i boczne, tępe kąty tylny, prawie prostą krawędź tylną, drobno i niewyraźnie punktowany dysk oraz wyraźny wcisk poprzeczny i parę niewyraźnych, płytkich wcisków bocznych przy tylnym brzegu. Owalne, równomiernie sklepione, najszersze wyraźnie przed środkiem pokrywy mają płytkie, ale wyraźniejsze niż na przedpleczu punktowanie oraz osobno zaokrąglone szczyty. Odnóża mają proste golenie.
Genitalia samca zawierają wydłużony edeagus o paramerach w widoku bocznym niemal wyprostowanych,  płacie środkowym w widoku brzusznym najszerszym w nasadowej ⅓ i dalej stopniowo ku wyraźnie niesymetrycznemu szczytowi zwężonym, a diafragmie okrągłej i umieszczonej przedwierzchołkowo.

## Ekologia i występowanie
W przeciwieństwie do większości przedstawicieli rodzaju owad ten zasiedla pastwiska z kępkami krzewów wyrastającymi spomiędzy wapiennych skał. Bytuje wśród ściółki pod krzewami.
Gatunek palearktyczny, najdalej na zachód występujący przedstawiciel rodzaju, jedyny znany z Azji Zachodniej. Endemit anatolijskiej części Turcji, znany wyłącznie z lokalizacji typowej w południowo-środkowej części kraju.